# Belisana fraser
Belisana fraser là một loài nhện trong họ Pholcidae. Loài này được phát hiện ở Malaysia.